# Hydrotaea lata
Hydrotaea lata är en tvåvingeart som först beskrevs av Walker 1849.  Hydrotaea lata ingår i släktet Hydrotaea och familjen husflugor. Inga underarter finns listade i Catalogue of Life.